# Calicium diploellum
Calicium diploellum är en lavart som beskrevs av Nyl. Calicium diploellum ingår i släktet Calicium och familjen Physciaceae.   Inga underarter finns listade i Catalogue of Life.